# Herbert Jarczyk
Herbert Jarczyk (* 10. Februar 1913 in Laurahütte; † 21. Oktober 1968 in München) war ein deutscher Filmkomponist.

## Leben
Der jüngere Bruder von Michael Jary besuchte die Musikhochschule Berlin und wurde anschließend Konzertpianist und später Dirigent. Nach dem Zweiten Weltkrieg wirkte er als freischaffender Pianist für den Hörfunk sowie für Dokumentar- und Spielfilme.
1948 begann er als Filmkomponist und in den 50er und 60er Jahren steuerte er zu einigen nicht allzu bekannten deutschen Produktionen die Musik bei. Sehr populär wurde seine Titelmelodie der deutschen Krimiserie Der Kommissar mit Erik Ode als Kommissar Keller. Jarczyk starb, bevor die erste Folge dieser Serie ausgestrahlt wurde.
Auch bei verschiedenen Hörspielen war er als Komponist tätig, so beispielsweise 1961 bei Georges Simenons Maigret und die Bohnenstange (Bearbeitung: Gert Westphal; Regie: Heinz-Günter Stamm; mit Paul Dahlke, Rolf Boysen, Hanne Wieder und Hans Clarin) und in ähnlicher Besetzung bei Maigret und der gelbe Hund und Maigret und seine Skrupel sowie 1966 in der Sherlock-Holmes-Produktion Der Hund von Baskerville, bei der wiederum Heinz-Günter Stamm Regie führte und Peter Pasetti und Joachim Wichmann die Hauptrollen sprachen.
Herbert Jarczyk ruht auf dem Waldfriedhof Grünwald bei München.

## Filmografie
- 1949: Hallo – Sie haben Ihre Frau vergessen
- 1950: Glück aus Ohio
- 1950: Es begann um Mitternacht
- 1951: Begierde
- 1952: Europa im Werden
- 1953: Wetterleuchten am Dachstein
- 1953: Geh mach Dein Fensterl auf
- 1954: Hochzeitsglocken
- 1955: San Salvatore
- 1955: Parole Heimat
- 1955: André und Ursula
- 1955: Das Erbe vom Pruggerhof
- 1956: Vater macht Karriere
- 1957: Schütze Lieschen Müller
- 1957: Jägerblut
- 1957: Von allen geliebt
- 1958: Ein Amerikaner in Salzburg
- 1959: Der lustige Krieg des Hauptmann Pedro
- 1959: Heiße Ware
- 1959: 2 x Adam, 1 x Eva
- 1960: Brücke des Schicksals
- 1961: Drei weiße Birken
- 1961: Toller Hecht auf krummer Tour
- 1963: Das Kriminalmuseum (Serie, 2 Folgen)
- 1964: Nebelmörder
- 1964: Der Fluch der grünen Augen
- 1964: Die drei Scheinheiligen
- 1965: Ein Ferienbett mit 100 PS
- 1965: Alarm in den Bergen (Serie, 12 Folgen)
- 1965: St. Pauli Herbertstraße
- 1964–1967: Die fünfte Kolonne (Serie, 5 Folgen)
- 1968: Der Vater und sein Sohn (Serie)
- 1968: Der nächste Herr, dieselbe Dame
- 1969–1976: Der Kommissar (Serie, Titelmelodie zu allen Folgen)